# José do Patrocínio
José Carlos do Patrocínio (Campos dos Goytacazes, 8 de octubre de 1854 — Río de Janeiro, 30 de enero de 1905) fue un farmacéutico, periodista, escritor, orador, abolicionista y activista político brasileño. Mulato, fue una de las más destacadas figuras del movimiento abolicionista y republicano en Río de Janeiro.

## Biografía

### Infancia y juventud
Hijo natural de João Carlos Monteiro, vicario de la paróquia de Campos dos Goytacazes y orador sacro de reputación en la Capilla Imperial, con Justina del Espíritu Santo, una joven esclava de quince años, cedida al servicio del su padre por Emerenciana Ribeiro del Espíritu Santo, propietaria de la región. Aunque sin reconocer la paternidad, el religioso llevó al niño a su hacienda en la Lagoa de Cima, donde Patrocínio pasó la infancia como libre, conviviendo, sin embargo, con los esclavos y con los rígidos castigos que les eran impuestos.
A los catorce años de edad, habiendo completado su educación primaria, pidió, y obtuvo del padre, autorización para ir a Río de Janeiro. Encontró trabajo como ayudante de albañil en la Santa Casa de Misericórdia (1868), empleándose posteriormente en la Casa de Salud del Dr. Batista Santos. Aquí, atraído por el combate a la enfermedad, retomó a su costa, los estudios en el Externato de João Pedro de Aquino, iniciando los exámenes preparatorios para el curso de Farmacia.
Cuando aprobó, ingresó en la Facultad de Medicina como alumno de Farmacia, concluyendo los estudios en 1874. Una vez se vio obligado a abandonar la vivienda que compartía con otros estudiantes y sin recursos para alquilar una propia, un amigo, antiguo compañero del colegio, João Rodrigues Pacheco Vilanova, lo invitó a vivir en el tradicional barrio de San Cristóbal (Río de Janeiro), en la casa de la madre, entonces casada en segundas nupcias con el capitán Emiliano Rosa Sena, propietario de tierras e inmuebles. Para que Patrocínio pudiera aceptar el ofrecimiento de la vivienda y no sentirse mal por ello, el capitán Sena le propuso que, como pago, diera clases a sus hijos. Patrocínio aceptó la propuesta y, desde entonces, pasó también a frecuentar el "Club Republicano" que funcionaba en la residencia, del cual formaban parte Quintino Bocaiúva, Lopes Trueno, Pardal Mallet y otros, al tiempo que se enamoró y casó con una de las hijas del capitán Sena.

### Periodista
En esa época, Patrocínio inició la carrera de periodista junto a Dermeval da Fonseca, publicando en el quincenal satírico Os Ferrões (Los Aguijones), que circuló entre el 1 de junio y el 15 de octubre de 1875: en total, diez números. Los dos colaboradores firmaban con los pseudónimos Notus Ferrão (Patrocínio) y Eurus Ferrão (Fonseca).
Dos años después (1877), admitido en la Gazeta de Notícias como redactor, se encargó de la columna Semana Parlamentaria, que firmaba con el pseudónimo de Prudhomme. Fue desde esa columna con la que, en 1879, inició la campaña por la abolición de la esclavitud en Brasil. En torno a él se formó un grupo de periodistas y de oradores, entre los cuales estaban Ferreira de Meneses (propietario de la Gazeta de la Tarde), Joaquim Nabuco, Lopes Trueno, Ubaldino del Amaral, Teodoro Fernandes Sampaio, Paula Nei, todos de la Associação Central Emancipadora. Por su parte, Patrocínio comenzó a tomar parte en los trabajos de la asociación.

### Abolicionista y político
Fundó, en 1880, juntamente con Joaquim Nabuco, la Sociedad Brasileña Contra la Esclavitud. Tras el falecimento de Ferreira de Meneses (1881), adquirió la Gazeta de la Tarde, asumiendo la dirección. En mayo de 1883 creó la Confederación Abolicionista, congregando todas las entidades abolicionistas del país, cuyo manifiesto redactó y firmó, juntó con André Rebouças y Aristides Lobo. En esta fase, Patrocínio no se limitó a escribir: también preparó y ayudó en la fuga de esclavos y coordinó campañas de captación de fondos para la causa abolicionista.
En 1882, a invitación de Paula Nei, Patrocínio visitó la provincia de Ceará, donde fue recibido triunfalmente. Esa provincia sería pionera en Brasil al decretar la abolición ya en 1884. En 1885 visitó su ciudad natal, Campos dos Goytacazes, también en olor de multitud. De vuelta a Río de Janeiro, llevó con él a su vieja madre enferma, que falleció a finales de ese mismo año. El entierro se transformó en un acto político en favor de la abolición, encontrándose en él personalidades como el ministro Rodolfo Dantas, el jurista Rui Barbosa y los futuros presidentes Campos Sales y Prudente de Morais.
El año siguiente (1886), se inició en la actividad política, siendo electo concejal de la Cámara Municipal de Río de Janeiro. En septiembre de 1887, abandonó la Gazeta de la Tarde para fundar y dirigir un nuevo periódico: A Cidade do Rio. Al frente del mismo intensificó su actuación política. Aquí hicieron escuela algunos de los mejores nombres del periodismo brasileño de la época, reunidos e incentivados por el propio Patrocínio. Desde sus páginas pudo Patrocínio saludar, después de una década de intensa actividad, la abolición oficial de la esclavitud el 13 de mayo de 1888.
Obtenida la victoria en la campaña abolicionista, la atención de la opinión pública se centró en la campaña republicana. Por ironías del destino, A Cidade do Rio y la propia figura de Patrocínio pasaron a ser identificados por la opinión pública como defensores de la monarquía en crisis. En esta fase, Patrocínio, tachado como un "isabelista", se le acusaba de ser uno de los mentores de la llamada "Guardia Negra", un grupo de exesclavos que actuaba con violencia contra los republicanos.
Después de la proclamación de la república (1889), en 1892 entró en conflicto con el gobierno del Mariscal Floriano Peixoto, por lo que fue detenido y deportado a Cucuí, en el alto río Negro (Amazonas). Retornó discretamente a Río de Janeiro en 1893, pero con el estado de sitio aún en vigor, la publicación del "A Cidade do Rio" continuó suspendida. Sin su fuente de ingresos, Patrocínio marchó a vivir al subúrbio de Inhaúma.
A partir de entonces se mantuvo prácticamente retirado de la actividad pública.

## Obras
- 1875: Os Ferrões, quincenal satírico, 10 números, en colaboración con Dermeval Fonseca;
- 1887: Mota Coqueiro ou A pena de morte, romance;
- 1879: Os retirantes, romance;
- 1883: Manifesto da Confederação Abolicionista;
- 1884: Pedro Espanhol, romance;
- 1885, 17 de mayo: Conferencia pública;
- Associação Central Emancipadora, 8 boletines.

## Patrocínio en la cultura brasileña
José do Patrocínio fue representado como personaje en televisión, interpretado por Antonio Pitanga sobre la novela Sangue do meu Sangue (1969) y por Kadu Karneiro en una nueva versión de Sangue do meu Sangue (1995); por Valter Santos en la miniserie Abolição]] (1988) y por Maurício Gonçalves, también en una miniserie, Chiquinha Gonzaga (1999).